# 노스노퍽

노스노퍽의 위치

노스노퍽(영어: North Norfolk)은 잉글랜드 노퍽주에 위치한 비도시 자치구로 중심 도시는 크로머이며 인구는 102,867명(2014년 기준), 면적은 963.4km2이다.